# Nesokia
Genre
Nesokia est un genre asiatique de rongeurs de la sous-famille des Murinés.

## Liste des espèces
Ce genre comprend les espèces suivantes :
- Nesokia bunnii (Khajuria, 1981)
- Nesokia indica (Gray and Hardwicke, 1830)  - Rat à queue courte[1] ou Rat de Bandicoot

On cite aussi parfois :
- Nesokia Huttoni (Blyth, 1846) synonyme de Nesokia indica (Gray and Hardwicke, 1830) pour MSW
- Nesokia Hardwickii  (Gray, 1837) synonyme de Nesokia indica (Gray and Hardwicke, 1830) pour MSW